# 武藏丘短期大学
武藏丘短期大学（日语：／ Musashigaoka Tanki Daigaku *）是一所位于日本埼玉县比企郡吉见町的私立短期大学。

## 概要

### 简介
- 学校最早可以追溯到1947年[1]。短期大学为于1991年开办[1]、由学校法人后藤学园经营。

### 历史
- 1991年 武藏丘短期大学成立并同时设置健康营养专攻和健康体育专攻。
- 2012年 健康管理专攻[注 1]成立。

### 宪章
- 请参看武藏丘短期大学的标志 （页面存档备份，存于） （日語） 2013年11月21日阅览。

## 学校环境
- 校区：在埼玉县比企郡吉见町

## 历任校长
- 泷泽英夫：第一代短期大学校长[2]。
- 川合武司：现在短期大学校长[3]

## 组织

### 学科
- 健康生活学科　
  - 健康营养专攻
  - 健康体育专攻
  - 健康管理专攻[注 1]

### 专科
| - 没有 |

### 业余课程
| - 没有 |

## 知名校友
- 阿部瑠理子：前模特儿、前赛车女郎。出川哲朗的夫人。
- 石田美穗子：前女子足球运动员。歌星
- 上尾野边惠：女子足球运动员。

## 相关链接
- 日本短期大学列表